# Kulturtechnik (Bodenkultur)

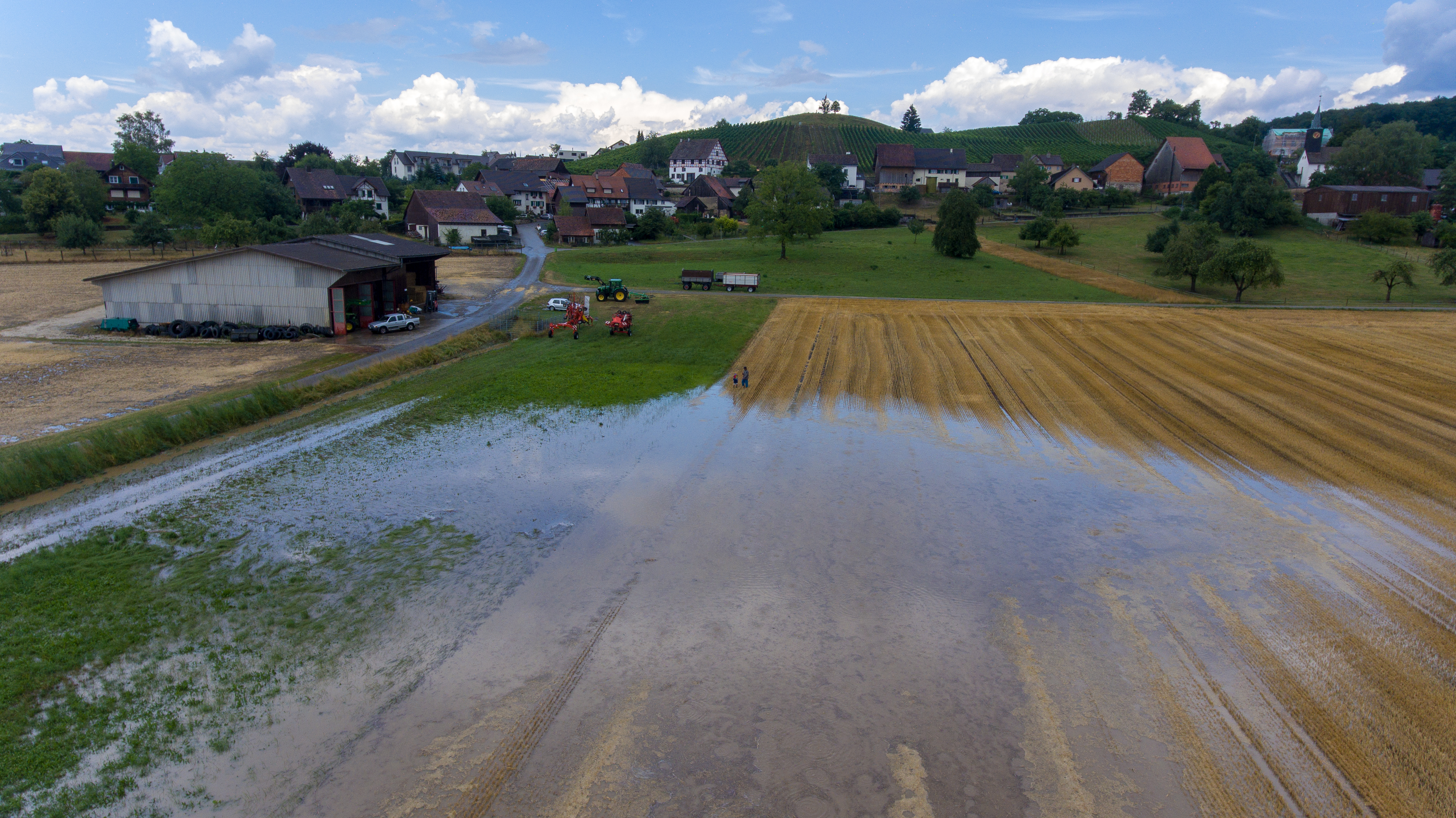
Überschwemmte Böden in Dörflingen, Schweiz

Unter Kulturtechnik (im Sinne der Bodenkultur) wird die Gesamtheit der Maßnahmen und Verfahren verstanden, die der Gewinnung und Erhaltung landwirtschaftlicher Nutzflächen, der Verbesserung des Bodens und der Steigerung der Erträge dienen. Kulturtechnik ist daher eng verwandt mit Bodenkultur, befasst sich jedoch weit mehr als nur mit dem Boden. Die interdisziplinären Maßnahmen und nachhaltigen Ziele haben sich im Lauf der Zeit verlagert, welche heute vor allem unter den beiden modernen Begriffen Umwelttechnik resp. Landmanagement verstanden werden. Früher hieß der entsprechende Beruf Kulturingenieur (Deutschland und Schweiz) resp. Kulturtechniker (Österreich), während heute der Beruf Umweltingenieur genannt wird.

## Fachgebiete der Kulturtechnik (Beispiele)
im engeren Sinn (unbesiedeltes Gebiet)
- Meliorationen (ursprünglich sind damit alle Maßnahmen von Bodenververbessungen gemeint, untenstehende Aufgaben können auch zu Meliorationen gehören)
- Flurbereinigung (Deutschland) / Zusammenlegung (Österreich) / Güterzusammenlegung (Schweiz)
- Landwirtschaftlicher Wegebau
- Entwässerungen
- Hochwasserschutz
- Wildbachverbauungen und Gewässerkorrektionen
- Bewässerungswirtschaft

zunehmend
- Naturschutz
- Landschaftsschutz
- Umweltschutz
- Revitalisierungen

im weiteren Sinn (Siedlungsgebiet)
- Siedlungswasserwirtschaft: Abwasserreinigung und Wasseraufbereitung
- Abfallwirtschaft:  Recycling und Deponierung

Eine wichtige Hilfsfunktion bei kulturtechnischen Arbeiten bilden die Vermessung und die Photogrammetrie. Daher hatte in der Vergangenheit in der Schweiz die Kombination von Vermessung, Photogrammetrie und Kulturtechnik eine große Bedeutung.

## Publikationen
- Thomas Glatthard: Gedanken zum Berufsbild des Kulturingenieurs, doi:10.5169/seals-231168#280 In: Vermessung, Photogrammetrie, Kulturtechnik, 1982